# Botucatu
Botucatu é um município brasileiro do estado de São Paulo, distante 235 km da capital estadual, São Paulo, à qual se interliga pelas rodovias Marechal Rondon e Castelo Branco. Localiza-se a 22º53'09" de latitude sul, 48º26'42" de longitude oeste. Está a 840 metros de altitude e seu clima é classificado como subtropical úmido. A população estimada em 2022 foi de 145 155 habitantes. O município é formado pela sede (que inclui o povoado de César Neto) e pelos distritos de Rubião Júnior e Vitoriana.
O marco zero do município está localizado na Praça Emílio Pedutti ("Praça do Bosque"). O município possui clima ameno (temperatura média de 20°C) e altitude relativamente elevada, que varia de 756 metros na baixada (antigo matadouro) a 920 metros no Morro de Rubião Júnior (ponto mais alto).
Em 2021, durante a Pandemia de COVID-19, Botucatu foi escolhida para um estudo de efetividade da vacina Oxford-Astrazeneca, distribuída, no Brasil, pela Fundação Oswaldo Cruz (Fiocruz). O objetivo era aplicar a vacina em toda população adulta da cidade, entre 18 e 60 anos, testar os efeitos dela quando aplicada em massa, observar o impacto da vacinação na redução de casos de COVID-19 e sua eficácia contra as diversas variantes do vírus, fazendo o sequenciamento genético de todos os casos positivos da doença na cidade durante o período de 8 meses do estudo.

## Topônimo

Segundo Navarro, de um hipotético *botura, montanha, + katu, bom, formando o que na gramática do tupi é conhecido como uma composição atributiva. Botura vem da língua geral paulista, um desenvolvimento histórico do tupi antigo

Existem pelo menos duas interpretações etimológicas para o nome do município:
- De acordo com o botucatuense e tupinólogo Clóvis Chiaradia, provém do termo da família Tupi-Guarani ybytukatu, que significa "bons ares, bom vento", através da junção dos termos botu por ybytu ("ar, clima, vento") e katu ("bom");[12][13]
- Conforme Eduardo Navarro em seu Dicionário de Tupi Antigo (2013), significa "serra boa", pela junção dos termos tupis ybytyra (montanha, serra: na língua geral meridional, botura) e katu (bom).[14]

## História
- Emancipação político-administrativa: 14 de abril de 1855 (170 anos)[2]

O nome do município vem de ybytukatu, que, em língua tupi, significa "vento bom". Por isso Botucatu é conhecida como "cidade dos bons ares". Em 1720, era a designação dada às terras atribuídas em sesmarias no interior paulista. Os mistérios e lendas que cercam Botucatu remontam ao período anterior à chegada dos portugueses, quando a região teria sido parte do Caminho do Peabiru, uma rota indígena que conectava o litoral atlântico ao Peru. O povoamento efetivo começou entre o ribeirão Lavapés e a praça Coronel Moura, onde vivia uma parcela da tribo dos índios caiouás.
Em 1766, por ordem do governador da capitania, dom Luís António de Sousa Botelho Mourão, o 4º Morgado de Mateus, deu-se o começo do povoamento de origem europeia do território, a partir do paulista Simão Barbosa Franco.
O crescimento começou em 1830, quando fazendeiros subiram a cuesta e ocuparam as terras desabitadas. Em 23 de dezembro de 1843, o capitão José Gomes Pinheiro Veloso doou terras para o Patrimônio da Freguesia de Sant'Anna de Botucatu, data que é considerada a fundação de Botucatu. Em 19 de fevereiro de 1846, foi criada a Freguesia do Distrito do Cimo da Serra de Botucatu. Em 14 de abril de 1855, a freguesia virou vila e se emancipou politicamente e administrativamente. Em 20 de abril de 1866, foi criada a comarca de Botucatu. Em 16 de março de 1876, a vila se tornou município.
O aniversário de Botucatu é comemorado em 14 de abril. É sede da Arquidiocese de Botucatu, sendo dom Maurício Grotto de Camargo o atual arcebispo (2008).

## Geografia

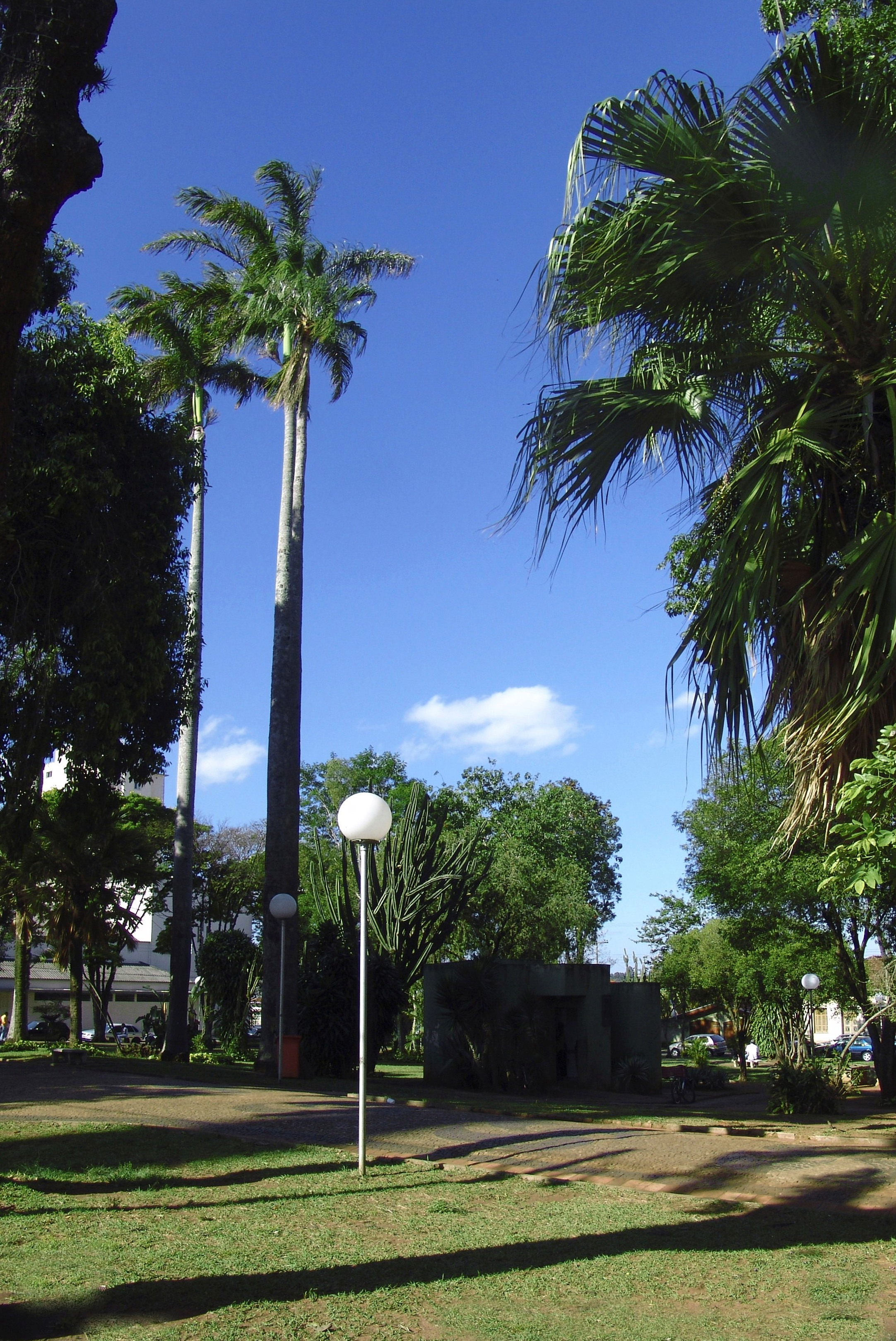
Praça Rubião Júnior

Botucatu está localizada na região centro sul do estado, ocupando, hoje, uma área de 1 482,87 km². Faz limites com os municípios de Anhembi, Bofete, Pardinho, Itatinga, Avaré, Lençóis Paulista, Pratânia, São Manuel, Dois Córregos e Santa Maria da Serra.
É conhecida como "cidade dos bons ares", pelo excelente clima e ar que se respira, vindos das cuestas (Cuesta), formação de relevo singular.
Botucatu possui dois níveis distintos de altitudes: de quinhentos a quatrocentos metros (500m a 400m) na baixada e novecentos a setecentos metros (900m a 700m) na região serrana. Este fato provoca diferenças de temperatura. Assim, a área mais elevada apresenta dois a três graus centígrados a menos do que a baixada, tendo uma temperatura média de dezenove graus centígrados.

### Localização
Botucatu está localizada no estado de São Paulo a:
- 225km de São Paulo (Capital)
- 120km de Itapetininga
- 88km de Bauru
- 77km de Avaré
- 61km de Barra Bonita
- 55km de Lençóis Paulista
- 79km de Jaú

### Clima
O clima do município é subtropical úmido, com invernos amenos e verões quentes. No inverno, dificilmente a temperatura chega a ficar abaixo de 5 °C. Na maior parte do ano, principalmente à noite, sopra sobre o município, uma brisa vinda da Serra, mas enquadrar as condições climáticas do município de Botucatu não é tarefa fácil devido à heterogeneidade do seu relevo, pois parte do município localiza-se na depressão periférica e parte no Planalto Ocidental, originando assim um considerável gradiente de altitude.
Segundo dados do Centro Integrado de Informações Agrometeorológicas (CIIAGRO), referentes ao período de 1990 a 2008 e a partir de 2017, a temperatura mínima absoluta registrada em Botucatu foi de 0,2 °C em 9 de julho de 1994 e a maior alcançou 39,2 °C em 8 de outubro de 2020. O maior acumulado de chuva em 24 horas foi de 115,3 mm em 6 de março de 1996.
| Dados climatológicos para Botucatu | Dados climatológicos para Botucatu | Dados climatológicos para Botucatu | Dados climatológicos para Botucatu | Dados climatológicos para Botucatu | Dados climatológicos para Botucatu | Dados climatológicos para Botucatu | Dados climatológicos para Botucatu | Dados climatológicos para Botucatu | Dados climatológicos para Botucatu | Dados climatológicos para Botucatu | Dados climatológicos para Botucatu | Dados climatológicos para Botucatu | Dados climatológicos para Botucatu |
| Mês | Jan                                | Fev                                | Mar                                | Abr                                | Mai                                | Jun                                | Jul                                | Ago                                | Set                                | Out                                | Nov                                | Dez                                | Ano                                |
| --- | ---------------------------------- | ---------------------------------- | ---------------------------------- | ---------------------------------- | ---------------------------------- | ---------------------------------- | ---------------------------------- | ---------------------------------- | ---------------------------------- | ---------------------------------- | ---------------------------------- | ---------------------------------- | ---------------------------------- |
| Temperatura máxima recorde (°C) | 35                                 | 35,5                               | 34,6                               | 33,2                               | 30,6                               | 32                                 | 30                                 | 33,2                               | 35,7                               | 39,2                               | 34,9                               | 35,6                               | 39,2                               |
| Temperatura máxima média (°C) | 28,2                               | 28,4                               | 28,2                               | 26,9                               | 23,8                               | 23,3                               | 23,3                               | 25,2                               | 26,6                               | 27,9                               | 27,9                               | 28,6                               | 26,5                               |
| Temperatura média (°C) | 23,7                               | 23,8                               | 23,5                               | 22                                 | 19,1                               | 18,4                               | 18,1                               | 19,4                               | 20,9                               | 22,4                               | 22,6                               | 23,5                               | 21,5                               |
| Temperatura mínima média (°C) | 19,3                               | 19,2                               | 18,8                               | 17,2                               | 14,3                               | 13,6                               | 12,8                               | 13,7                               | 15,2                               | 16,9                               | 17,4                               | 18,5                               | 16,4                               |
| Temperatura mínima recorde (°C) | 14,2                               | 14,4                               | 14                                 | 7,8                                | 4                                  | 1,2                                | 0,2                                | 5                                  | 5                                  | 9                                  | 10,1                               | 12                                 | 0,2                                |
| Precipitação (mm) | 277,1                              | 207,2                              | 187,7                              | 69,8                               | 60,3                               | 41,5                               | 42                                 | 39,4                               | 65,6                               | 116,3                              | 126,7                              | 189,3                              | 1 422,9                            |
| Fonte: CIIAGRO/SP − Centro Integrado de Informações Agrometeorológicas (climatologia: 1990-2020; recordes de temperatura: 01/01/1990 a 31/03/2008 e 01/06/2017-presente) |                                    |                                    |                                    |                                    |                                    |                                    |                                    |                                    |                                    |                                    |                                    |                                    |                                    |

### Vegetação
O município de Botucatu, com 1.483km² de área territorial, possui área de vegetação nativa de 14.673 hectares (representando 10% da área do município). No município de Botucatu ocorre a área de transição de 2 biomas: Mata Atlântica e o Cerrado. As formações florestais de Mata Atlântica são a floresta estacional semi decidual e a floresta ombrófila mista. O cerrado se caracteriza como o stricto-sensu.
Área plantada com Eucalipto: 59.934 hectares (40% da área do município). Área plantada com Pinus: 125,30 hectares.

### Hidrografia

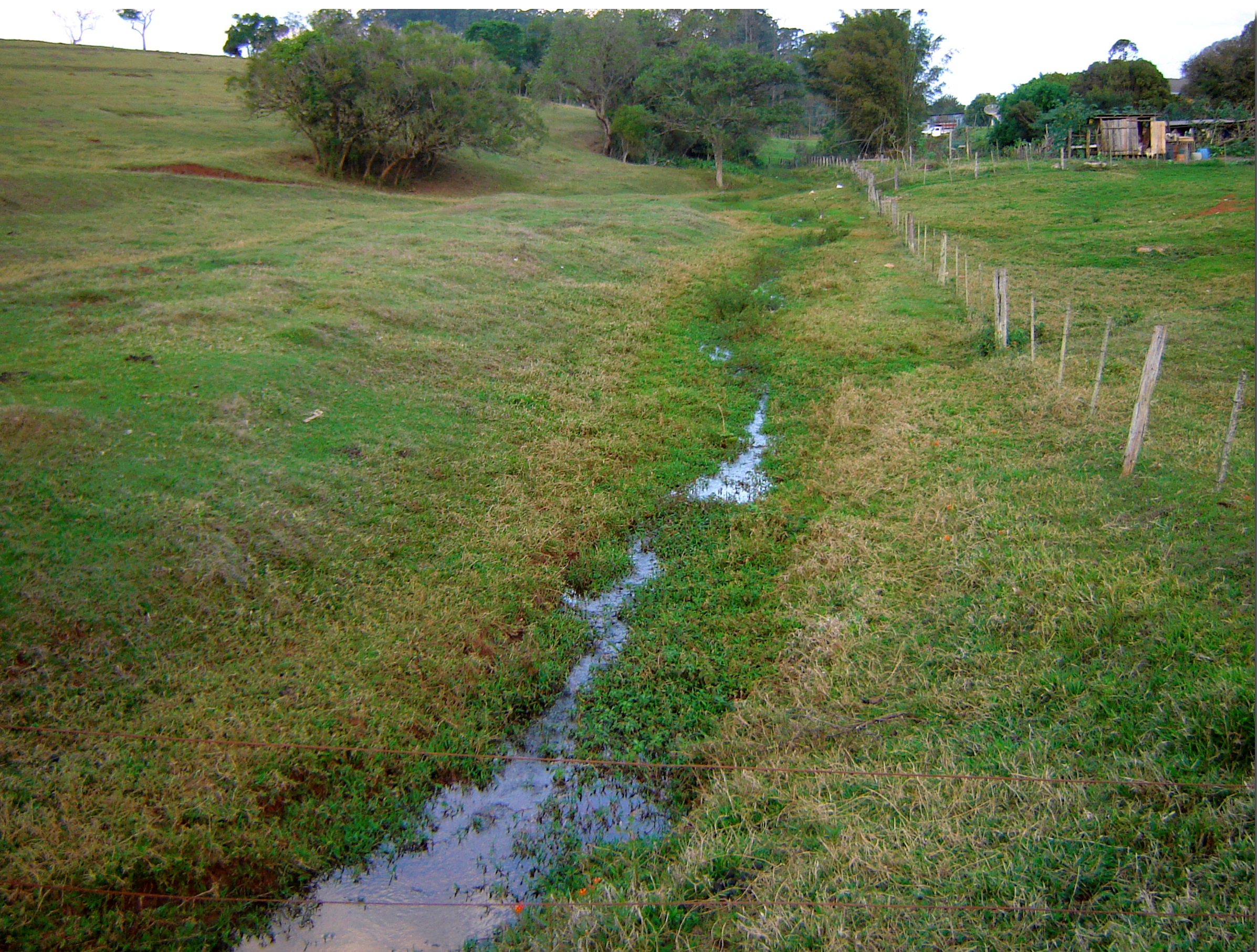
Nascente do Rio Pardo

O município é drenado por duas bacias hidrográficas: do Rio Tietê, ao norte e do Rio Pardo, ao sul.
A bacia hidrográfica do Rio Tietê, ocupa uma área de aproximadamente 77.300 hectares do município.
Os afluentes do Rio Tietê no município são: Rio Alambari e Rio Capivara.
O Rio Alambari, na divisa do município de Anhembi possui como principais afluentes os córregos Nova América, do Rodrigues, Petiço, Oiti e Sete Guarantãs.
O Rio Capivara possui como principais afluentes os ribeirões e córregos Araquá e Capivara.
A foz do Rio Piracicaba, um dos principais afluentes do Rio Tietê, encontra-se também no município de Botucatu.
A bacia hidrográfica do Rio Pardo ocupa uma área de aproximadamente 72.100 hectares das terras de Botucatu, sendo o Rio Pardo um afluente do Rio Paranapanema. Ele percorre uma extensão de 67 km no município de Botucatu.

### Rodovias
- SP-209 - Rodovia Professor João Hipólito Martins
- SP-300 - Rodovia Marechal Rondon

### Ferrovias
- Linha Tronco da antiga Estrada de Ferro Sorocabana[23]
- Ramal de Bauru da antiga Estrada de Ferro Sorocabana[24]

## Demografia

### População
| Crescimento populacional                             | Crescimento populacional | Crescimento populacional | Crescimento populacional |
| Ano                                                  | População Total          |                          | %±                       |
| ---------------------------------------------------- | ------------------------ | ------------------------ | ------------------------ |
| 1872                                                 | 16 979                   |                          |                          |
| 1890                                                 | 20 128                   |                          | 18,5%                    |
| 1900                                                 | 26 047                   |                          | 29,4%                    |
| 1910                                                 | 36 989                   |                          | 42,0%                    |
| 1920                                                 | 33 405                   |                          | −9,7%                    |
| 1925                                                 | 35 341                   |                          | 5,8%                     |
| 1934                                                 | 38 447                   |                          | 8,8%                     |
| 1937                                                 | 41 103                   |                          | 6,9%                     |
| 1940                                                 | 38 881                   |                          | −5,4%                    |
| 1946                                                 | 49 492                   |                          | 27,3%                    |
| 1950                                                 | 41 264                   |                          | −16,6%                   |
| 1958                                                 | 44 632                   |                          | 8,2%                     |
| 1960                                                 | 44 767                   |                          | 0,3%                     |
| 1970                                                 | 51 954                   |                          | 16,1%                    |
| 1980                                                 | 64 545                   |                          | 24,2%                    |
| 1991                                                 | 90 761                   |                          | 40,6%                    |
| 2000                                                 | 108 306                  |                          | 19,3%                    |
| 2010                                                 | 127 328                  |                          | 17,6%                    |
| 2022                                                 | 145 155                  |                          | 14,0%                    |
| Est. 2024                                            | 150 442                  | [ 25 ]                   | 3,6%                     |
| Fontes: Censos Demográficos IBGE e Estimativas SEADE |                          |                          |                          |

### Dados demográficos
Dados do Censo - 2010
População Total: 127 328
- Urbana: 122 678
- Rural: 4 650
- Homens: 61 761
- Mulheres: 65 567
- Densidade demográfica (hab./km²): 85,88
- Mortalidade infantil até 1 ano (por mil):
- Expectativa de vida (anos): 75 anos
- Taxa de fecundidade (filhos por mulher):
- Taxa de Alfabetização: 94%
- Índice de Desenvolvimento Humano (IDH-M): 0,800 (22º no Estado e 40º no País)
- IDH-M Renda: 0,790
- IDH-M Longevidade: 0,869
- IDH-M Educação:  0,746

Fonte: PNUD

### Etnias
| Cor/Raça | Percentagem |
| -------- | ----------- |
| Branca   | 70%         |
| Parda    | 25%         |
| Preta    | 2%          |
| Amarela  | 0,1%        |
| Indígena | 2,9%        |

Fonte: IBGE – Censo 2010

## Política e administração
- Prefeito: Mário Eduardo Pardini (2020/2024)
- Vice-prefeito: André Peres
- Presidente da Câmara: Rodrigo Rodrigues (Palhinha)

## Infraestrutura

### Educação
Botucatu tem um papel significativo no Ensino Superior, com os seus dois campi da Universidade Estadual Paulista Júlio de Mesquita Filho, incluindo a Faculdade de Medicina de Botucatu, Instituto de Biociências de Botucatu, Faculdade de Medicina Veterinária e Zootecnia (campus 1) Faculdade de Ciências Agronômicas (campus 2), e um campus da Faculdade de Ensino Tecnológico (FATEC), citando apenas as instituições públicas. A cidade também apresenta vários campi de instituições particulares que oferecem cursos presenciais, semipresenciais e EaD.
A cidade ainda possui uma unidade do Instituto Embraer de Educação e Pesquisa, o Colégio Embraer - Casimiro Montenegro Filho. Seguem abaixo os cursos de graduação presenciais oferecidos por instituição:
- Faculdade de Medicina de Botucatu (FMB - UNESP):[32]
- Instituto de Biociências de Botucatu (IBB- UNESP)[33]
- Faculdade de Ciências Agronômicas (FCA-UNESP)[34]
- Faculdade de Medicina Veterinária e Zootecnia (FMVZ-UNESP)[35]
- Faculdade de Tecnologia de Botucatu (FATEC)[36]
- Faculdades Integradas de Botucatu - UNIFAC (particular)[37]
- Faculdade Galileu - FG (particular)[38]
- Instituição Toledo de Ensino - ITE (particular)[39]
- UNIBR - Faculdade de Botucatu (particular)[40]UniCesumar[41]
- Uninter[42]
- Unopar - Universidade do Paraná[43]
- ULBra - Universidade Luterana do Brasil[44]
- Fael - Faculdade Educacional da Lapa[45]
- Uninove - Universidade Nove de Julho[46]
- Anhembi Morumbi Online[47]
- Univesp - Universidade Virtual de São Paulo[48] - instituição pública de ensino que oferece cursos nos campi da unesp, usp e unicamp.

### Comunicações
O sistema de telefones automáticos foi inaugurado na cidade pela Companhia Telefônica Brasileira (CTB) em 1970. Já o sistema de discagem direta à distância (DDD) foi implantado em 1973 pela Telecomunicações de São Paulo (TELESP) com o código de área (0149).
Na década de 90 o código DDD da cidade foi alterado para (014), para padronização do sistema telefônico com a telefonia celular que estava sendo implantada em todo o estado.

### Transportes
- Aeroporto de Botucatu

## Cultura e lazer

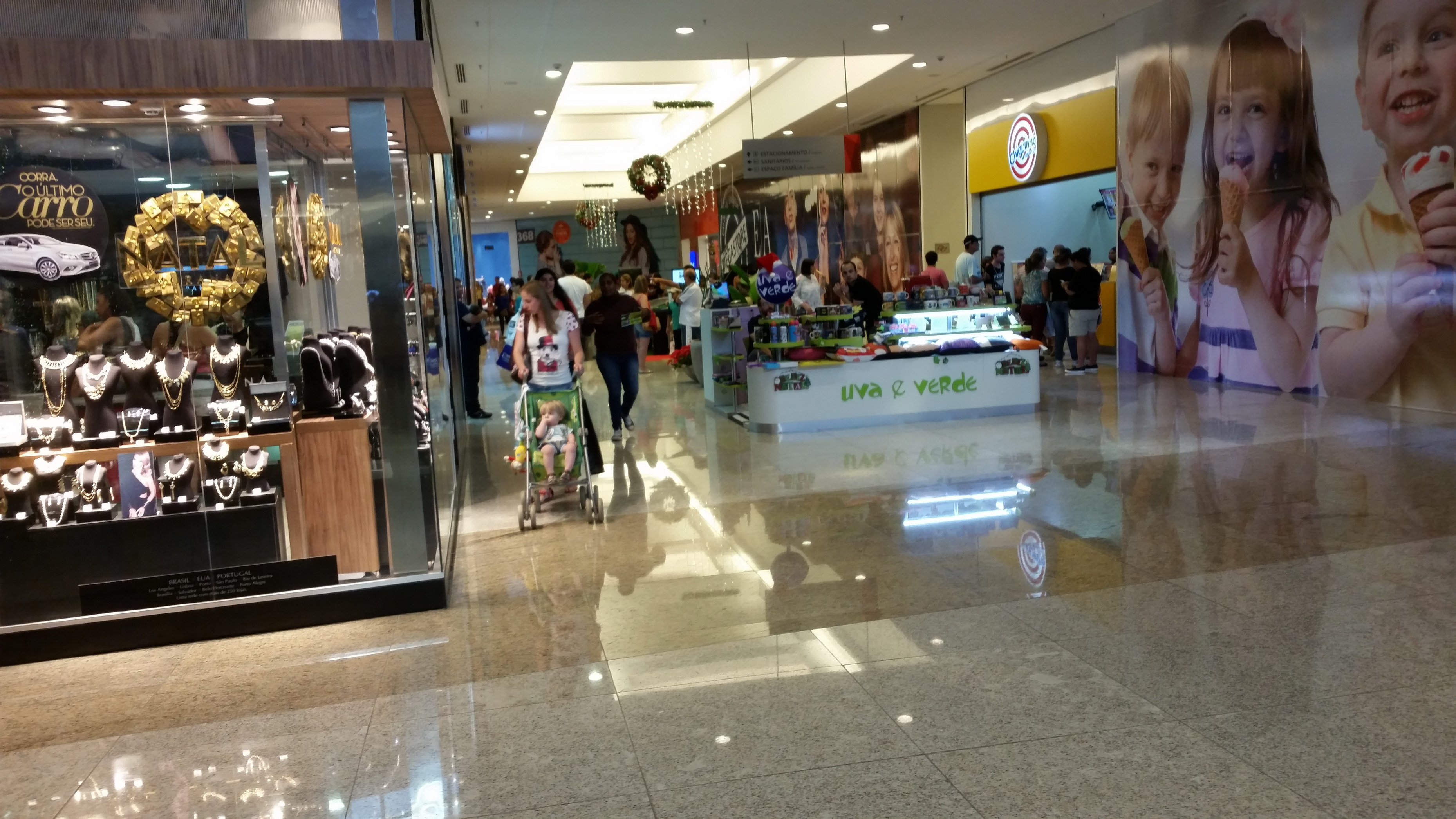
Interior do Shopping Park Botucatu (2015).

### Museu Aberto de Geociências, Mineralogia e Astronomia
O MAGMA é um dos poucos museus do Brasil que dispõe de uma coleção com mais de 2 mil peças moldadas pela história da Terra, contando com rochas, minerais e fósseis de milhões de anos da Cuesta de Botucatu e outras regiões do mundo.

### Lendas
A região de Botucatu é, por muitos, considerada mística dada a significativa quantidade de lendas que a envolvem. Além de rota de passagem para os incas conhecido como Caminho do Peabiru, ali teria sido também lugar de rituais desses e outros povos.
No município vizinho, Bofete, existe um conjunto de elevações rochosas conhecida como Três Pedras. Esta formação faz parte de um conjunto de montanhas conhecido como Gigante Deitado ou Gigante Adormecido, sendo que as Três Pedras representam o pé do gigante quando visto a distância. Diz-se que, por ali, eram os locais onde se realizavam os rituais. Hoje em dia, existem pessoas que vão para este local acampar em busca de retiro espiritual, apesar do grande número de cobras no local.
Ainda dentro das lendas, cabe destacar o folclórico personagem do Saci. Este clássico do folclore brasileiro encontrou em Botucatu o seu lar. Imortalizado pelos moradores - que fazem questão de dizer aos visitantes que já viram um Saci, este personagem ganhou até mesmo uma Associação Nacional de Criadores de Saci, com sede no município, evidentemente com o intuito de divulgar o folclore. A partir daí, passou a ser também conhecida como a Capital Nacional do Saci.

## Turismo
O município de Botucatu detém em sua região mais de 70 cachoeiras, algumas de fácil acesso, outras de grande dificuldade. O município, que está localizada no topo da Cuesta, também é ponto de competições de esportes radicais, nas mais variadas modalidades, de parapente a rali.

## Pessoas ilustres
- Paulistas de Botucatu

## Religião
O Cristianismo se faz presente na cidade da seguinte forma:

### Igreja Católica

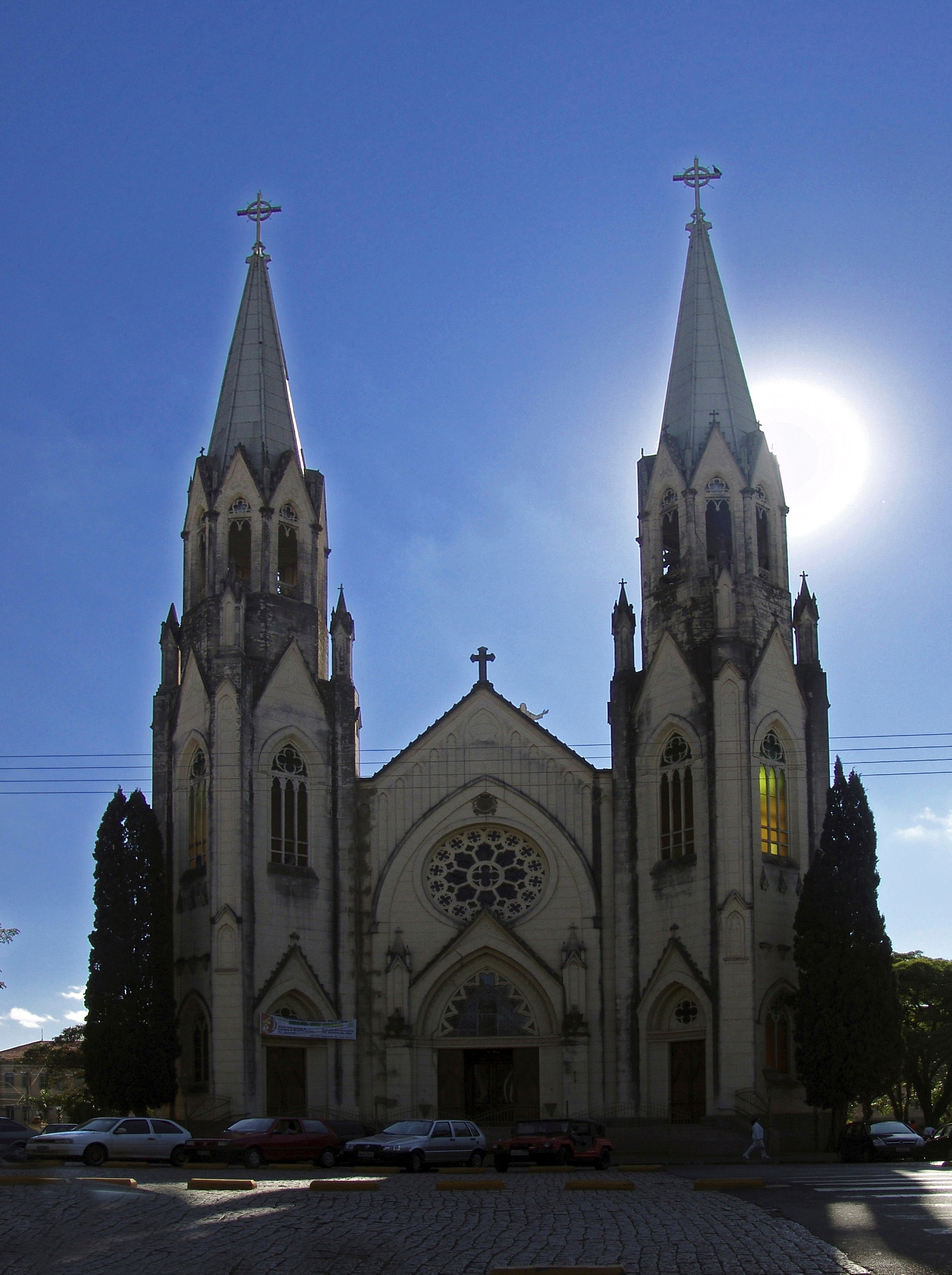
Catedral Metropolitana de Sant'Ana

Segundo o Censo de 2010 do IBGE, a Igreja Católica é a maior denominação religiosa de Botucatu, contando com 67,04% da população.
Botucatu sempre teve um papel central na difusão do catolicismo no interior de São Paulo. Em 1908 é criada a Diocese de Botucatu, que posteriormente, em 1958, é elevada à Arquidiocese, compreendendo outras sete dioceses do interior paulista. Botucatu tem como arbebispo Dom Mauricio Grotto de Camargo, desde 2009.
A Igreja Católica em Botucatu se faz presente por meio de 11 paróquias:
- Paróquia da Catedral Metropolitana de Sant'Ana (1846)
- Paróquia Sagrado Coração de Jesus (1923)
- Paróquia São Benedito (1953)
- Paróquia Menino Deus e Santo Antônio (1969)
- Paróquia Nossa Senhora Menina (1969)
- Paróquia Nossa Senhora Aparecida (1976)
- Paróquia Santa Teresinha (1980)
- Paróquia Nossa Senhora de Fátima (1980)
- Paróquia São Pio X (1986)
- Paróquia Santíssimo Sacramento (2003)
- Paróquia Sagrada Família (2004)

Há também a Paróquia Santo Antônio (1932), localizada em Rubião Júnior e diversas capelas pertencentes às paróquias, como, por exemplo, as tradicionais Capela São Cristóvão, Capela Santo Antônio, Capela da Santíssima Trindade e Capela Santa Cruz de Ana Rosa.

#### Ordens Religiosas em Botucatu
Ordem dos Frades Menores Capuchinhos
Os Frades Capuchinhos vieram para Botucatu em 1908, a pedido do bispo Dom Lúcio Antunes, e residiram na antiga igreja de São Benedito e atualmente regem o Santuário de Nossa Senhora de Lourdes. O Santuário teve o seu projeto doado pelo Dr. Cardoso de Almeida, católico devoto, que teve seu filho curado na Gruta de Lourdes, na França. O terreno foi cedido pelo irmão do Dr. Cardoso, em permuta com uma casa de propriedade dos frades. A pedra fundamental foi lançada em 1914 e o Santuário é inaugurado em 08/09/1918. A pintura interna se inicia em 1936, realizada pelos irmãos Pedro e Ulderico Gentili.
Congregação das Servas do Senhor
Se trata de uma congregação fundada pelo bispo Dom Henrique Golland Trindade ao lado de sua irmã de sangue, Henriqueta, em 15/09/1952. Atualmente a congregação possui casas em diversos lugares além de Botucatu, como Itatinga, Uberaba, São Paulo e Pistóia (Itália). As Servas do Senhor são caracterizadas pelo seu hábito xadrez e seu principal foco é a realização de missões e obras sociais.
Congregação das Irmãs de Santa Marcelina
Tal como ocorreu com os Frades, as Irmãs Marcelinas também vieram para Botucatu a pedido do bispo Dom Lúcio, mas com a motivação de implantar um projeto educacional católico e de qualidade voltado para as meninas da região. A casa é fundada em 1912 e tendo à sua frente a Irmã Antonieta Valentini e Mons. Pascoal Ferrari como seu vigário-geral. Em 1915 o colégio, denominado Colégio dos Anjos, está pronto. Posteriormente muda de nome para Colégio Santa Marcelina e a partir de 1973 se torna um colégio misto.

### Igrejas Evangélicas

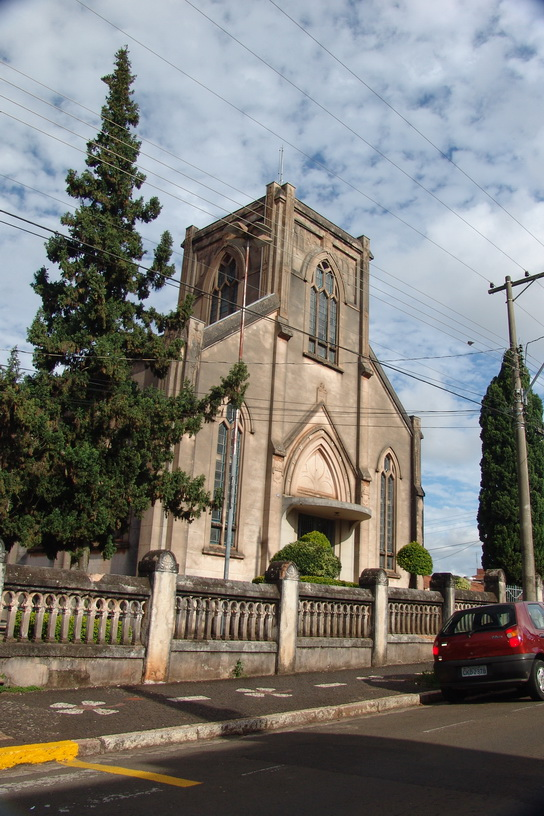
Igreja Presbiteriana de Botucatu.

Segundo o Censo de 2010 do IBGE, os evangélicos são o segundo maior grupo religioso de Botucatu, contando com 27,50% da população.
A Igreja Protestante mais antiga do município é a Igreja Presbiteriana de Botucatu, conhecida como "Igreja Preta", por causa do revestimento externo do templo que apresenta coloração escura após algum tempo de exposição a chuvas. A igreja foi fundada em 1885 (140 anos), sendo uma das mais antigas igrejas evangélicas do país.
Entre as Igrejas Protestantes existentes na cidade, estão:
- Igreja Presbiteriana do Brasil.
- Igreja Presbiteriana Independente do Brasil.[63]
- Igreja Metodista.
- Igreja Batista.[64]
- O Brasil Para Cristo.
- Igreja do Evangelho Quadrangular.[65]
- Igreja Adventista do Sétimo Dia.
- Igreja Universal do Reino de Deus.
- Assembleia de Deus Ministério do Belém.[66][67]
- Congregação Cristã no Brasil.[68]

### Outras religiões

#### Islâmica
A religião Islâmica em Botucatu é representada pela Associação Cultural Islâmica Sunita de Botucatu desde 2014.